# Museo Afroperuano de Zaña
El Museo Afroperuano de Zaña es un museo afroperuano comunitario ubicado en el distrito de Saña, provincia de Chiclayo en la región Lambayeque en Perú.
En 2017 el museo fue declarado Sitio de la Memoria de la Esclavitud y la Herencia Cultural Africana por la Organización de Naciones Unidas para la Educación, la Ciencia y la Cultura (Unesco).

## Exposición permanente
El museo cuenta con una colección de carretas antiguas y cinco salas de exhibición permanente:
- Sala de fotografía de afrodescendientes.
- Sala de artes plásticas.
- Sala de música afrolatina.
- Sala de trabajo.
- Sala de castigos y torturas en la época de la esclavitud.

## Investigaciones y publicaciones
En 2010, través de la participación y colaboración de un equipo internacional de investigadores de Argentina, Ecuador y Perú, el museo llevó a cabo la reconstrucción de instrumentos musicales, tales como una marimba, un tambor de tronco largo y un tambor de botija.

### Publicaciones
- Arteaga Muñoz, Sonia; Rocca Torres, Luis (2007). Africanos y pueblos originarios: (relaciones interculturales en el área andina). Museo Afroperuano de Zaña. ISBN 9789972297502. OCLC 1026033752.

- Rocca Torres, Luis; Arteaga, Sonia; Figueroa, Evelyn (2012). Instrumentos musicales de la diáspora africana y museología: (la experiencia del Museo Afroperuano de Zaña). Museo Afroperuano de Zaña. OCLC 1026031681.

- Rocca Torres, Luis (2016). Canario Negro: Luces y enigmas de Manuel Quintana : el mejor artista de la Guardia Vieja. Museo Afroperuano de Zaña. OCLC 983725031.

- Rodríguez Pastor, Luis (2016). Las palabras de Victoria. Museo Afroperuano de Zaña. OCLC 1026418422.

- Rocca Torres, Luis (2018). Bartola Sancho Dá́́vila: bailarina de Malambo. Museo Afroperuano de Zaña. OCLC 1081180079.

- Rocca Torres, Luis (2018). El libro prohibido afrodescendientes, sexo y religión. Museo Afroperuano de Zaña. ISBN 9789972297571. OCLC 1100061653.

## Galería de vídeos
- Algunos de los instrumentos musicales en el museo en exposición y sus sonidos.
- Cajita rectangular
- Kalimba
- Quijada de burro
- Checos